# Wozduchopławatielnyj Park
Wozduchopławatielnyj Park (ros. Воздухоплавательный Парк) – przystanek kolejowy w miejscowości Petersburg, w Rosji. Położony jest na linii Petersburg - Newel - Witebsk, obok stacji Petersburg Towarowy Witebski.

## Historia
Przystanek powstał w czasach carskich.